# معلاقية
المعلاقية (الاسم العلمي: Podocarpaceae) هي فصيلة من النباتات تتبع رتبة الصنوبريات من طائفة الصنوبرانية.

## الأجناس
- المعلاقة
- الناغية
- المعقوفة